# Moritz (Hessen-Kassel)

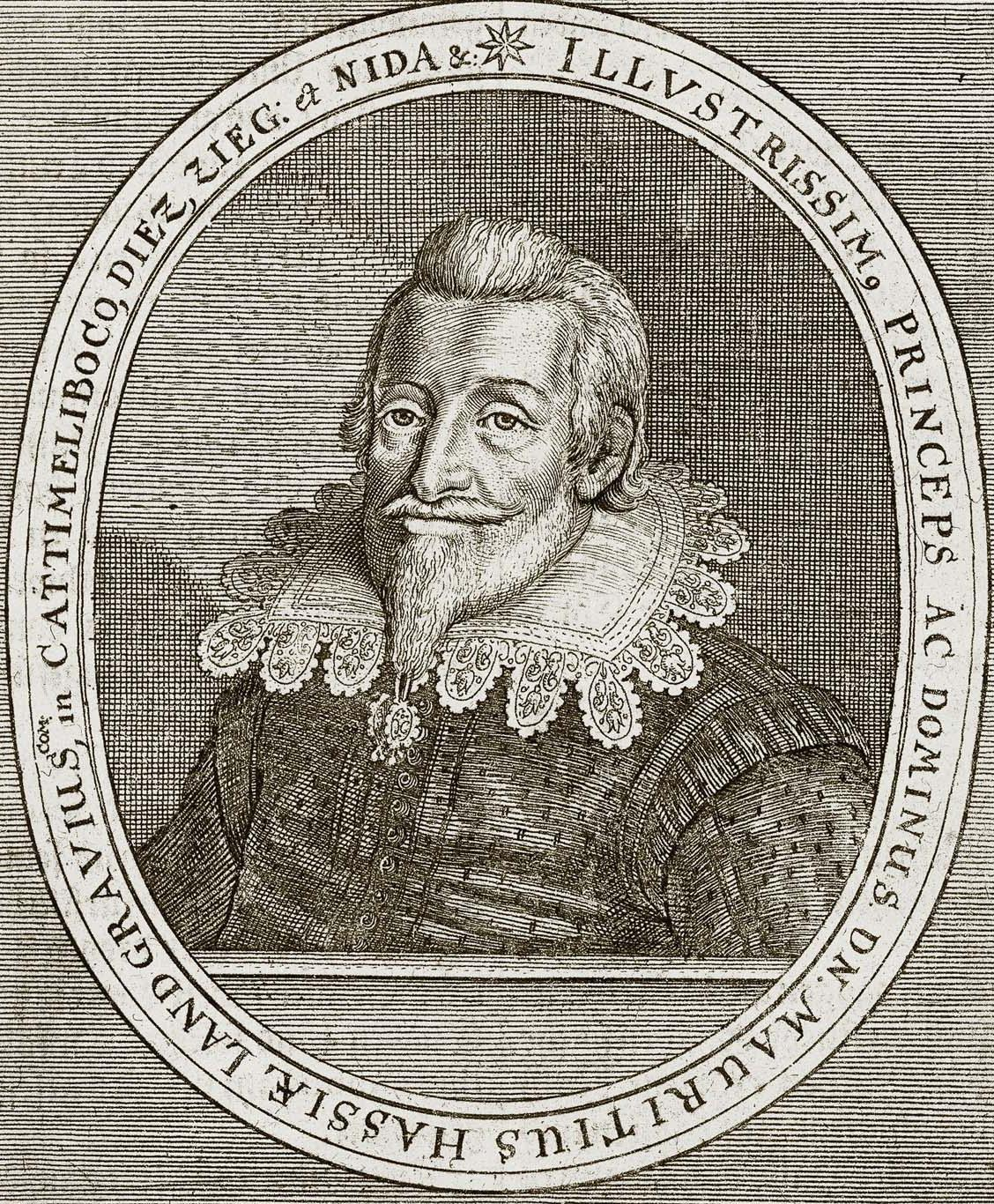
Kupferstich mit dem Porträt Moritz von Hessen-Kassel aus dem Werk Theatrum Europaeum von 1662

Moritz von Hessen-Kassel, genannt „der Gelehrte“ (* 25. Mai 1572 in Kassel; † 15. März 1632 in Eschwege) aus dem Haus Hessen, war von 1592 bis 1627 regierender Landgraf von Hessen-Kassel.

## Leben
Moritz war der Sohn des Landgrafen Wilhelm IV. von Hessen-Kassel und dessen Ehefrau Sabina von Württemberg. Er war umfassend gebildet, und seine Erziehung wurde ganz im Sinne von Philipp Melanchthon und Martin Bucer ausgerichtet. Konfessionell entsprach dies der lutherischen Lehre, erst unter dem Einfluss seiner beiden Ehefrauen wandte er sich vollständig der reformierten Richtung zu. Dieser Wechsel führte schließlich zur sogenannten "zweiten Reformation" in der Landgrafschaft Hessen-Kassel.
Moritz soll acht Sprachen gesprochen haben, war auch naturwissenschaftlich interessiert und soll alchemistische Experimente unternommen haben. Er liebte prunkvolle Aufzüge, Ritterspiele und Allegorien und ließ den ersten eigenständigen Theaterbau im deutschsprachigen Raum, das Ottoneum in Kassel, errichten. Er war ein kundiger Musiker und ernstzunehmender Komponist; er entdeckte und förderte Heinrich Schütz.
Am 23. September 1593 heiratete er Gräfin Agnes zu Solms-Laubach, die am 23. November 1602 verstarb und mit der er eine Tochter und drei Söhne, darunter den späteren Landgrafen Wilhelm V. von Hessen-Kassel, hatte.
Nach dem Tod seiner ersten Frau und sechsmonatiger Trauerzeit ging er am 22. Mai 1603 mit Juliane von Nassau-Dillenburg eine zweite Ehe ein, aus der 14 Kinder hervorgingen. Juliane setzte durch, dass ihre Kinder ein Viertel von Hessen-Kassel als erbliche Lehen erhielten (Rotenburger Quart). So entstanden mit den drei überlebenden Söhnen Julianes – Hermann von Hessen-Rotenburg, Friedrich von Hessen-Eschwege und Ernst von Hessen-Rheinfels – die landgräflichen Nebenlinien Hessen-Rotenburg, Hessen-Eschwege, Hessen-Wanfried und Hessen-Rheinfels (jüngere Linie).
1595 wandelte Moritz seine Pagenschule in eine Hofschule für Adelige und Bürger um. Daraus entstand 1598 das „Collegium Mauritianum“, das 1618 nochmals modernisiert und zum „Collegium Adelphicum Mauritianum“ umgewandelt wurde. Als erster Präfekt wurde Ernst von Börstel gewonnen.

### „Zweite Reformation“
1605 trat Moritz zum Calvinismus über. Nach dem Grundsatz des Augsburger Religionsfriedens („Cuius regio, eius religio“) hatte der Landesherr das Recht, einen Bekenntniswechsel auch bei seinen Untertanen durchzusetzen. Allerdings war der Augsburger Religionsfrieden nur zwischen Lutheranern und Katholiken geschlossen worden, und seine Anwendbarkeit auf Reformierte war fragwürdig. Auf jeden Fall ging Moritz über den Auslegungsspielraum hinaus, als er das reformierte Bekenntnis auch in den Landesteilen einführte, die 1604 bei der Aufteilung der Erbmasse der ausgestorbenen Linie Hessen-Marburg an Hessen-Kassel gekommen waren und für die ein Konfessionswechsel durch testamentarische Verfügung ausgeschlossen war. Rechtswidrig war ebenso der erzwungene Konfessionswechsel an der gesamthessischen Universität Marburg, der 1607 die Gründung der lutherischen Universität Gießen durch Hessen-Darmstadt zur Folge hatte.

### Abdankung und Ende
Moritz agierte in seiner Regierungszeit oft unglücklich und verlor zunehmend das Vertrauen der Landstände. So führte er riskante Aktionen an der Peripherie seines Territoriums durch, wie etwa den katastrophalen Feldzug an den Niederrhein gegen die spanische Besetzung des Hochstifts Münster 1598/99 oder die gescheiterte Besetzung der Koadjutorenstelle des Hochstifts Paderborn 1604. Ab 1604 kam es im Zuge des Marburger Erbschaftsstreits zu langwierigen Konflikten mit Hessen-Darmstadt. Moritz verlor 1623 einen Prozess am Reichshofrat, durch den er nicht nur die Marburger Erbschaft, sondern auch Teile Niederhessens sowie Schmalkalden und Katzenelnbogen als Kostenpfand abtreten musste. Seine Hinwendung zu landfremden Beratern vergiftete zusätzlich das Verhältnis zu den Ständen.
Während des Dreißigjährigen Kriegs, in dem Hessen zu den am stärksten verwüsteten Gebieten gehörte, brachte sich Moritz durch seine Parteinahme für die Protestantische Union und sein militärisches Engagement zugunsten des Dänenkönigs Christian IV. auch in Gegnerschaft zum Kaiser. In den frühen 1620er Jahren war die Ritterschaft nicht mehr bereit, dafür die hohen Kosten zu tragen. Endgültig brachte der Einmarsch ligistischer Truppen unter General Tilly 1623 den Bruch, als die Ständevertreter ohne Wissen des Landgrafen mit dem General in Verhandlungen traten. Moritz erhob darauf den Vorwurf des Landesverrats und verlor somit den letzten Rest Vertrauens der Stände. Am 17. März 1627 wurde er von den Landständen gezwungen, zu Gunsten seines Sohns Wilhelm abzudanken.
Bereits 1623 wurde Moritz durch Fürst Ludwig I. von Anhalt-Köthen in die Fruchtbringende Gesellschaft aufgenommen. Moritz erhielt den Gesellschaftsnamen „der Wohlgenannte“ und die Devise „in fleißiger Übung“. Als Emblem wurde ihm der Spindelbaum (Euonymus europaea L.) zugedacht. Im Köthener Gesellschaftsbuch findet sich Landgraf Moritz’ Eintrag unter der Nr. 80.
Nach seiner Abdankung im Jahr 1627 zog sich Moritz zunächst auf das Schloss Melsungen, dann nach Frankfurt zurück und machte später das Schloss Eschwege zu seinem Altersruhesitz. Oberhessen wurde an Hessen-Darmstadt abgetreten, und Moritz’ Kanzleidirektor Dr. Günther wurde hingerichtet. Moritz fertigte auf Schloss Melsungen mehr als vierhundert Zeichnungen, Skizzen, Bestandspläne und Bauentwürfe an, die über die Stadt, ihren Grundriss und ihre Bauwerke am Anfang des 17. Jahrhunderts Aufschluss geben. Ferner war er damit beschäftigt, die Zukunft zu deuten und den Stein der Weisen zu suchen.
Landgraf Moritz starb im Alter von 60 Jahren am 15. März 1632 in Eschwege. Zu seinen Ehren wurde eine voluminöse Gedenkschrift Monumentum Sepulcrale gedruckt, die ihn als Landesherrn und besonders als Gelehrten lobt.

## Nachkommen

August Erich: Landgraf Moritz von Hessen-Kassel mit seiner Familie, um 1618–1630.

Moritz heiratete 1593 Agnes zu Solms-Laubach (1578–1602), Tochter von Johann Georg von Solms-Laubach (1546–1600). Der Ehe entstammten folgende Kinder:
- Otto (1594–1617)

⚭ 1613 Katharina Ursula von Baden-Durlach (1593–1615)
⚭ 1617 Agnes Magdalene von Anhalt-Dessau (1590–1626)
- Elisabeth (1596–1625), ⚭ 1618 Herzog Johann Albrecht II. von Mecklenburg-Güstrow (1590–1636)
- Moritz (1600–1612)
- Wilhelm V. (1602–1637), ab 1627 Landgraf von Hessen-Kassel, ⚭ 1619 Amalie Elisabeth von Hanau-Münzenberg (1602–1651)

Nach dem Tod von Agnes heiratete er 1603 Juliane von Nassau-Dillenburg (1587–1643). Mit ihr hatte er sieben Söhne und sieben Töchter:
- Philipp (1604–1626), gefallen in der Schlacht bei Lutter
- Agnes (1606–1650), ⚭ 1623 Fürst Johann Kasimir von Anhalt-Dessau (1596–1660)
- Hermann (1607–1658), Landgraf von Hessen-Rotenburg

⚭ 1633 Sophia Juliana von Waldeck (1607–1637)
⚭ 1642 Kunigunde Juliane von Anhalt-Dessau (1608–1683)
- Juliane (1608–1628)
- Sabine (1610–1620)
- Magdalene (1611–1671), ⚭ 1646 Graf Erich Adolf zu Salm-Reifferscheid (1619–1673)
- Moritz (1614–1633)
- Sophie (1615–1670), ⚭ 1644 Graf Philipp zu Schaumburg-Lippe (1601–1681)
- Friedrich (1617–1655), Titular-Landgraf von Hessen-Eschwege, gefallen bei Posen

⚭ 1646 Pfalzgräfin Eleonore Katharina von Zweibrücken (1626–1692)
- Christian (1622–1640), schwedischer Oberst, starb nach einem Gelage mit dem General Baner mit einigen anderen Offizieren, es wird ein Giftanschlag vermutet.[2]
- Ernst (1623–1693), paragierter Landgraf von Hessen-Rheinfels-Rotenburg

⚭ 1647 Gräfin Maria Eleonore von Solms-Hohensolms (1632–1689)
⚭ 1690 Alexandrine von Dürnizl († 1754)
- Christine (1625–1626)
- Philipp (1626–1629)
- Elisabeth (1628–1633)

## Werke
- Davidis regis prophetae psalterium (1593)
- Encyclopaedia (1597)
- Poetices methodices conformatae (1598)
- Luther, Martin: Christliches Gesangbuch von allerhand geistlichen Gesängen und Liedern. – Cassel: Mencke, 1631 (vertont durch Landgraf Moritz)